# Sereina Riniker

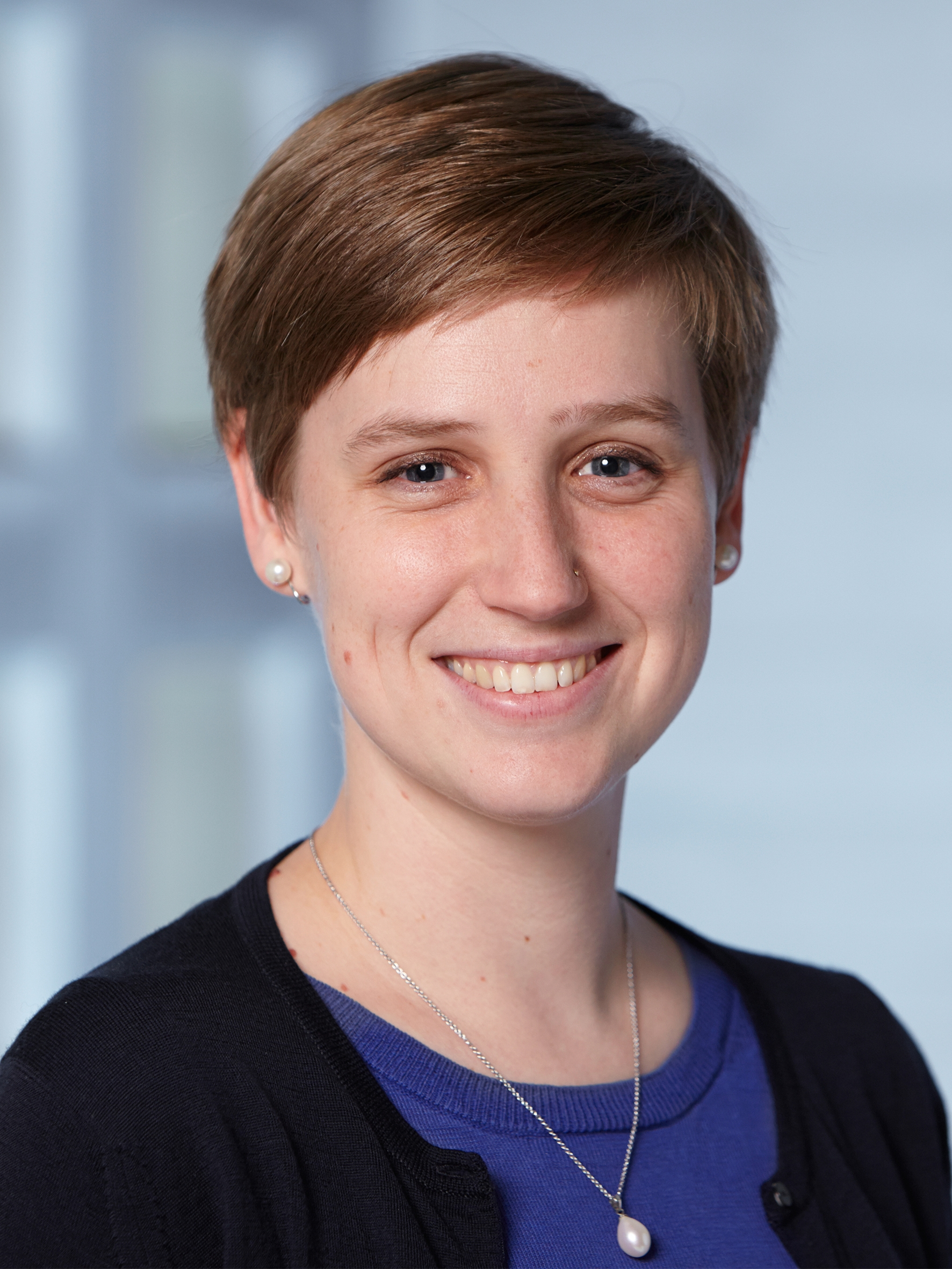
Sereina Riniker (2015)

Sereina Zoe Riniker (* 1985 in Lenzburg; heimatberechtigt in Habsburg) ist eine Schweizer Chemikerin.  

## Leben
Riniker studierte Chemie an der ETH Zürich und hat 2008 abgeschlossen. Ihre Masterarbeit, die sie an der Autonomen Universität Barcelona schrieb, wurde mit dem IBM-Forschungspreis für Computersimulationen in der Chemie ausgezeichnet. Nach einem Praktikum in der Forschungsabteilung von Givaudan und einem Forschungsaufenthalt an der University of California, Berkeley, promovierte sie 2012 bei Wilfred F. van Gunsteren an der ETH Zürich. Von 2012 bis 2014 arbeitete sie bei den Novartis Institutes for BioMedical Research (NIBR) in Basel und Cambridge, Massachusetts.
2014 wurde Riniker mit 29 Jahren die jüngste Assistenzprofessorin der ETH Zürich und kurz darauf von der Zeitschrift Forbes als eine der dreissig weltweit vielversprechendsten Forscher  unter dreissig Jahren ausgezeichnet. Von der Deutschen Bunsen-Gesellschaft wurde sie 2015 mit dem Ewald-Wicke-Preis geehrt. Im April 2020 erfolgte die Beförderung zur ausserordentlichen Professorin.
Riniker forscht auf dem Gebiet der Chemoinformatik, wo sie mit Simulationen von Proteinen und Molekülen die Vorgänge auf atomarer Ebene untersucht. Ihre Forschung soll der Pharmazeutik bei der Entwicklung neuer Wirkstoffe helfen.